# Mediala spectaculoides
Mediala spectaculoides là một loài bướm đêm thuộc họ Erebidae. Nó được tìm thấy ở Sri Lanka.
Sải cánh dài khoảng 14 mm. 